# Qualificazioni al campionato europeo maschile di calcio 2012 - Gruppo B

## Risultati
| Arbitro: | Zsolt Szabo |

|  |           |           |
|  | Marcatori | 76’ Fahey |

| Arbitro: | Marco Borg |

|  |           |                           |
|  | Marcatori | 14’ 64’ (rig.) Pogrebnjak |

| Arbitro: | Claudio Circhetta |

|               |           |  |
| Hološko 90+1’ | Marcatori |  |

| Arbitro: | Frank De Bleeckere |

|  |           |           |
|  | Marcatori | 27’ Stoch |

| Arbitro: | Espen Berntsen |

|                                     |           |                                 |
| Gjurovski 42’ Naumoski 90+6’ (rig.) | Marcatori | 41’ Movsisyan 90+1’ Manucharyan |

| Arbitro: | Leontios Trattou |

|                                 |           |              |
| Kilbane 15’ Doyle 41’ Keane 54’ | Marcatori | 45’ Martínez |

| Arbitro: | Daniele Orsato |

|                                            |           |           |
| Movsisyan 23’ Ghazaryan 50’ Mkhitaryan 89’ | Marcatori | 37’ Weiss |

| Arbitro: | Gediminas Mažeika |

|  |           |                        |
|  | Marcatori | 42’ Naumoski 60’ Sikov |

| Arbitro: | Kevin Blom |

|                           |           |                                      |
| Keane 72’ (rig.) Long 78’ | Marcatori | 11’ Keržakov 29’ Dzagoev 50’ Širokov |

| Arbitro: | Tomasz Mikulski |

|                                                        |           |  |
| Ghazaryan 4’ Mkhitaryan 16’ Movsisyan 33’ Pizzelli 51’ | Marcatori |  |

| Arbitro: | Alberto Undiano Mallenco |

|            |           |               |
| Ďurica 36’ | Marcatori | 16’ St Ledger |

| Arbitro: | Stefan Johannesson |

|  |           |             |
|  | Marcatori | 8’ Keržakov |

| Erevan 26 marzo 2011, ore 16:00 CET | Armenia       | 0 – 0 referto | Russia | Hanrapetakan Stadium\| Arbitro: \| Craig Thomson \| |
| Arbitro:                            | Craig Thomson |               |        |                                                     |

| Arbitro: | Menashe Masiah |

|  |           |          |
|  | Marcatori | 21’ Šebo |

| Arbitro: | István Vad |

|                      |           |                |
| McGeady 2’ Keane 21’ | Marcatori | 45’ Trickovski |

| Arbitro: | Stéphane Lannoy |

|                                |           |              |
| Pavljučenko 26’ 59’ 73’ (rig.) | Marcatori | 25’ Pizzelli |

| Arbitro: | Lorenc Jemini |

|            |           |  |
| Karhan 63’ | Marcatori |  |

| Arbitro: | Florian Meyer |

|  |           |              |
|  | Marcatori | 8’ 37’ Keane |

| Arbitro: | Alexander Kostadinov |

|  |           |                                                       |
|  | Marcatori | 35’ Pizzelli 75’ G. Ghazaryan 90+1’ (rig.) Mkhitaryan |

| Arbitro: | Bülent Yıldırım |

|            |           |  |
| Semšov 41’ | Marcatori |  |

| Dublino 2 settembre 2011, ore 20:45 CEST | Irlanda       | 0 – 0 referto | Slovacchia | Dublin Arena\| Arbitro: \| Pedro Proença \| |
| Arbitro:                                 | Pedro Proença |               |            |                                             |

| Mosca 6 settembre 2011, ore 17:00 CEST | Russia      | 0 – 0 referto | Irlanda | Lužniki Stadion\| Arbitro: \| Felix Brych \| |
| Arbitro:                               | Felix Brych |               |         |                                              |

| Arbitro: | Mark Steven Whitby |

|               |           |  |
| Ivanovski 59’ | Marcatori |  |

| Arbitro: | Marcin Borski |

|  |           |                                                              |
|  | Marcatori | 57’ Movsisyan 70’ Mkhitaryan 80’ G. Ghazaryan 90+1’ Sarkisov |

| Arbitro: | Robert Schörgenhofer |

|                                                          |           |           |
| Pizzelli 28’ Mkhitaryan 34’ Ghazaryan 69’ Sarkisov 90+1’ | Marcatori | 86’ Sikov |

| Arbitro: | Jonas Eriksson |

|  |           |             |
|  | Marcatori | 71’ Dzagoev |

| Arbitro: | Libor Kovařik |

|  |           |                      |
|  | Marcatori | 8’ Doyle 20’ McGeady |

| Arbitro: | Eduardo Iturralde González |

|                                 |           |                |
| Aleksanyan 43’ (aut.) Dunne 59’ | Marcatori | 62’ Mkhitaryan |

| Arbitro: | Eli Hacmon |

|                                                                             |           |  |
| Dzagoev 5’ 44’ Ignaševič 26’ Pavljučenko 30’ Glušakov 59’ Biljaletdinov 78’ | Marcatori |  |

| Arbitro: | Tony Chapron |

|             |           |             |
| Noveski 79’ | Marcatori | 54’ Piroska |

| Squadra    | P.ti | G  | V | P | S  | RF | RS | DR  |
| ---------- | ---- | -- | - | - | -- | -- | -- | --- |
| Russia     | 23   | 10 | 7 | 2 | 1  | 17 | 4  | +13 |
| Irlanda    | 21   | 10 | 6 | 3 | 1  | 15 | 7  | +8  |
| Armenia    | 17   | 10 | 5 | 2 | 3  | 22 | 10 | +12 |
| Slovacchia | 15   | 10 | 4 | 3 | 3  | 7  | 10 | -3  |
| Macedonia  | 8    | 10 | 2 | 2 | 6  | 8  | 14 | -6  |
| Andorra    | 0    | 10 | 0 | 0 | 10 | 1  | 25 | -24 |

## Classifica marcatori
6 gol
- Henrikh Mkhitaryan

5 gol
- Gevorg Ghazaryan
- Robbie Keane

4 gol
- Yura Movsisyan
- Marcos Pizzelli
- Alan Dzagoev
- Roman Pavljučenko

2 gol
- Artur Sarkisov
- Kevin Doyle
- Aiden McGeady

- Ilčo Naumoski
- Vanče Šikov
- Aleksandr Keržakov

- Pavel Pogrebnjak

1 gol
- Cristian Martínez
- Edgar Manucharyan
- Mario Gjurovski
- Nikolče Noveski
- Mirko Ivanovski
- Ivan Tričkovski
- Richard Dunne
- Keith Fahey

- Kevin Kilbane
- Shane Long
- Sean St Ledger
- Dinijar Biljaletdinov
- Denis Glušakov
- Sergej Ignaševič
- Igor' Semšov
- Roman Širokov

- Ján Ďurica
- Filip Hološko
- Miroslav Karhan
- Filip Šebo
- Miroslav Stoch
- Juraj Piroska
- Vladimír Weiss

Autoreti
1:  Valeri Aleksanyan (pro  Irlanda)